# Hypercompsa xanthosticta
Hypercompsa xanthosticta är en kackerlacksart som beskrevs av Morgan Hebard 1933. Hypercompsa xanthosticta ingår i släktet Hypercompsa och familjen Polyphagidae.
Artens utbredningsområde är Colombia. Inga underarter finns listade i Catalogue of Life.